# Сухопутні війська Литви
Сухопутні війська Литви (СВЛ) становлять основу Збройних сил Литви, що спроможна діяти, як складова частина сил НАТО. Сухопутні війська Литви складаються з трьох бригад (однієї навчальної), інженерного батальйону та добровольчих сил національної оборони.

## Опис
Основною складовою сухопутних військ є одна бригада механізованої піхоти — Механізована піхотна бригада «Залізний вовк». Вона складається з трьох механізованих піхотних та артилерійського батальйонів, які названі на честь Литовських великих герцогів у відповідності до литовської військової традиції.
На додачу до механізованої бригади сухопутні війська також включають три додаткові моторизовані піхотні батальйони; один з них призначений для виконання завдань як на території країни так і закордоном; один призначений в основному для територіальної оборони Литви та третій виконує функції тренувального підрозділу.
Інженерний батальйон «Йозас Віткус» відповідає за розмінування, спорудження понтонних мостів, утилізацію нездетонованих боєприпасів, підводні інженерні роботи та бере участь у пошуково-рятувальних операціях. Загін інженерно-саперного розмінування готовий до участі у міжнародних операціях. Починаючи з 2008 року збройні сили Литви запустили 10-річну програму продовження розмінування території Литви від нездетонованих боєприпасів, що залишились після Першої та Другої світових воєн, та на складах військових баз колишніх збройних сил СРСР.
Добровольчі сили національної оборони беруть свій початок від початку національного руху за незалежність і є невід'ємною частиною сухопутних військ. Добровольці взаємодіяли із Союзниками під час військових операцій та отримали нове завдання: підтримку регулярних сил, для розгортання окремих підрозділів і конкретних можливостей для міжнародних операцій, для допомоги приймаючій країні та для підтримки цивільних адміністрацій.

## Структура

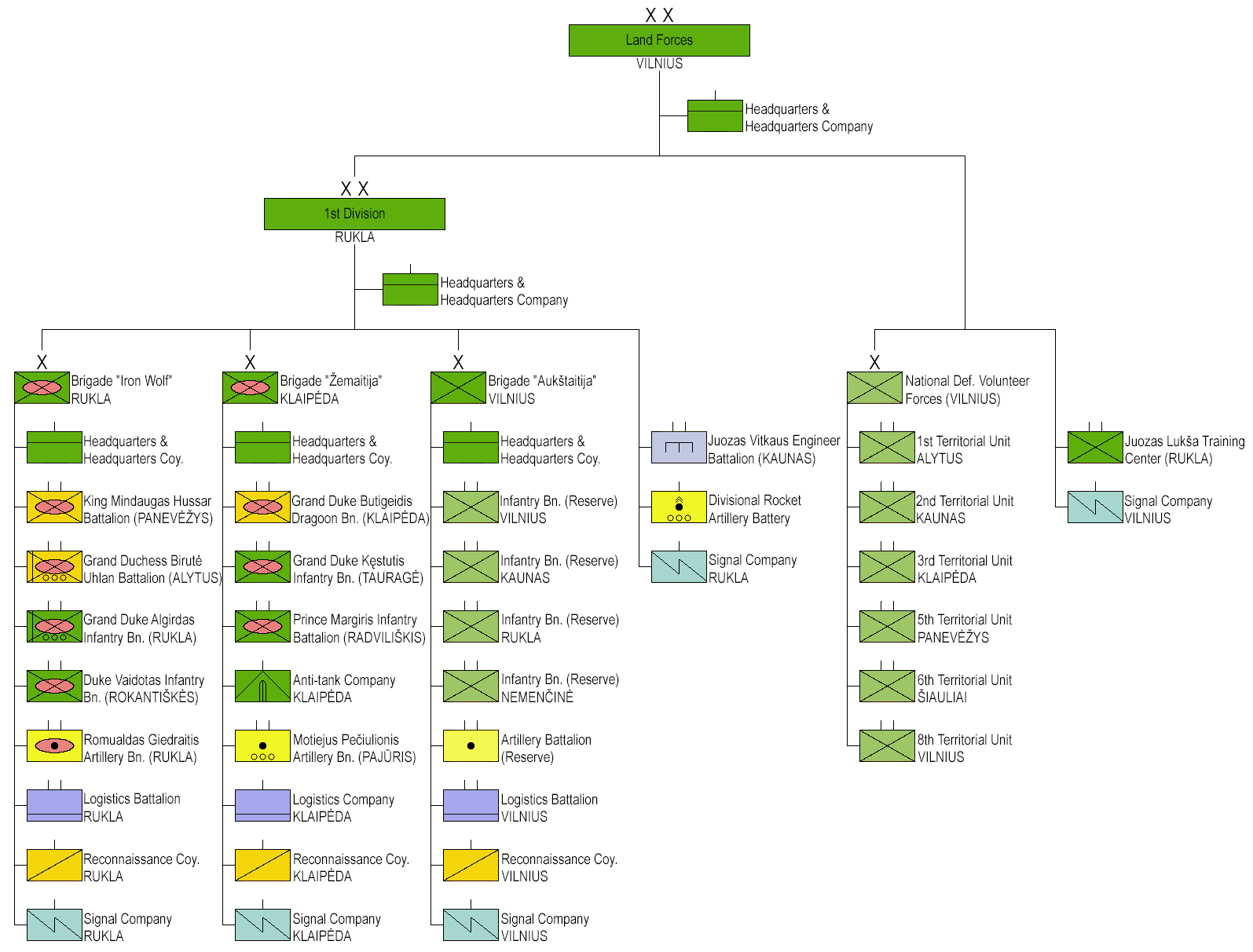
Структура сухопутних військ Литви, 2025

Із відновленням призову у 2015 році сухопутні війська Литви розпочали розширення своїх основних бойових формувань, яке повинно завершитись на початку 2017 року:
- 1-ша дивізія Війська Литовского
  -  Піхотна бригада «Залізний вовк» (Рукла):
    - штаб та штабна рота
    -  гусарський батальйон імені Короля Міндовга, Паневежис
    -  уланський батальйон імені Великої княжни Бірути, Алітус
    -  піхотний батальйон імені Великиого князя Ольгерда, Рукла
    -  піхотний батальйон імені князя Вайдота[en], Рукла
    -  артилерійський батальйон[en] імені генерала Ромуалдаса Ґедрайтіса, Рукла
    - батальйон логістики
    - розвідувальна рота
    - рота зв'язку

- -  Піхотна бригада «Жемайтія» (Клайпеда): (відтворено 1 січня 2016)[1]
    - штаб та штабна рота
    -  драгунський батальйон імені Великого князя Бутигейда , Клайпеда
    -  піхотний батальйон імені Великого князя Кейстута, Таураге
    -  піхотний батальйон імені Великого князя Маргіріса[en], Шяуляй
    -  артилерійський батальйон імені генерала Матієуса Печулуніса,[2] Паюріс[en]
    - батальйон логістики
    - розвідувальна рота
    - рота зв'язку

- -  Легка піхотна бригада «Аукштайтія» (резервна), Вільнюс: (вручено знамено 23 березня 2017 у Казлу-Руда)[3][4]
    - штаб та штабна рота
    - легкий піхотний (резервний) батальйон
    - легкий піхотний (резервний) батальйон
    - легкий піхотний (резервний) батальйон
    - артилерійський (резервний) дивізіон з гаубицями M101
    - батальйон логістики
    - розвідувальни рота
    - рота зв'язку

- -  Інженерний батальйон «Йозас Віткус», Каунас
- Тренувальний центр «Йозас Лукша», Рукла

- Добровольчі сили національної оборони

- Навчальний полк імені Великого гетьмана Литовського Януша Радзивілла
- Школа підофіцерів імені дивізійного генерала Стасіста Раштікіса
- Центр бойової підготовки імені генерала Адольфаса Раманаусукаса
- Військова академія

Легка піхотна бригада «Аукштайтія» є резервним формуванням: в мирний час її командування викладає в Командуванні підготовки й доктрини Збройних сил Литви, а її чотири резервні маневрені батальйони комплектуються резервістами. Єдиними активним підрозділом бригади є розвідувальна рота, яка комплектується призовниками та штаб, підрозділи зв'язку та логістики, які комплектуються професійними військовими. Після відмобілізування чисельність бригади становитиме близько 4,500 солдатів.

## Оснащення

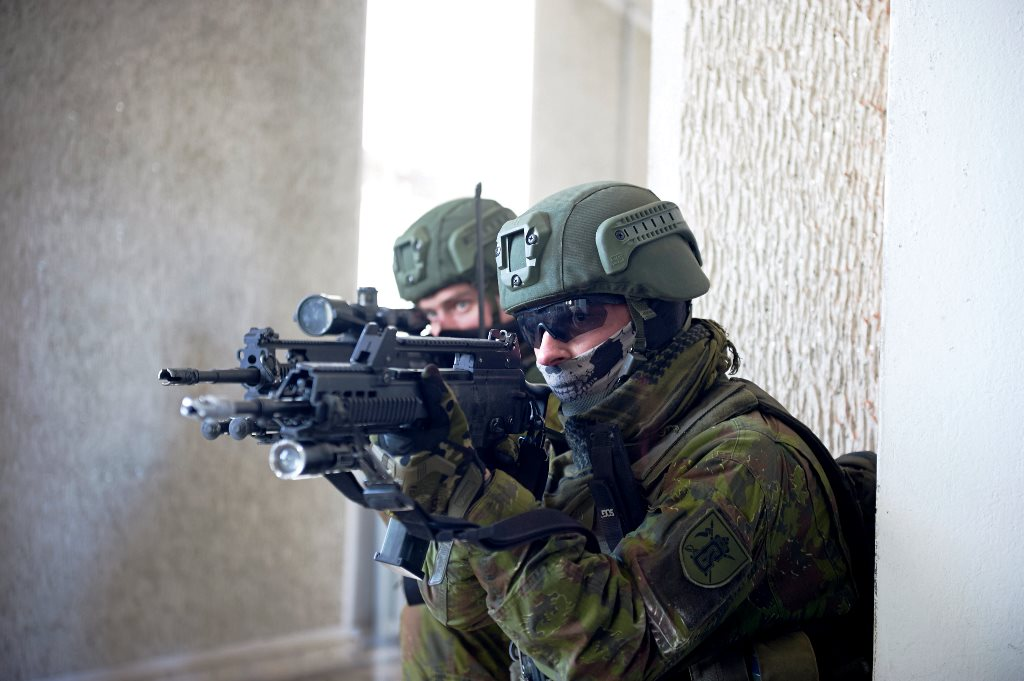
Литовські солдати

Під час реформування збройних сил більшість уваги і доступного фінансування ресурсу були спрямовані на розвиток сухопутних сил. В даний час зусилля зосереджені на модернізації техніки і озброєння, підвищення ефективності їх діяльності та бойовій підготовці для приведення їх у відповідність до стандартів НАТО. Стандартною штатною штурмовою гвинтівкою збройних сил Литви є Heckler & Koch G36 та стандартним пістолетом - Glock 17. Сухопутні війська Литви також оснащені кулеметами, включаючи кулемет загального призначення MG-3, FN MAG, та 12.7mm (.50 cal.) кулемет M2 Browning. Вони також застосовують AT-4 та протитанковий гранатомет Carl Gustaf, швидкострільний гранатомет HK GMG, та повільніший підствольний гранатомет AG-36, на додачу до легких та важких мінометів та 105-мм гаубиця M101. Армія також використовує високотехнологічну Литовську тактичну автоматизовану інформаційну систему управління (TAVVIS).
15 грудня 2017 року Литва отримала першу партію з 2 навчальних машин на базі БТР Boxer. 26 вересня 2019 року, збройні сили Литви отримали чергові 110 вантажних автомобілів Unimog U5000 виробництва німецької компанії Daimler AG, з 340 законтрактованих.
У травні 2023 року Збройні сили Литви отримали чергову партію броньованих військових позашляховиків JLTV американського виробництва в кількості 50 шт. Певна кількість цих машин озброєна кулеметною установкою CROWS дистанційного керування з великокаліберним кулеметом 12,7-мм. Із цією партією армійських броньованих позашляховиків JLTV американського виробництва їхня загальна кількість у литовській армії досягла 150 одиниць. Загалом контракт передбачає поставку 200 одиниць, із опціоном на купівлю ще 300 одиниць додатково.

## Резерв
Сухопутні війська Литви складаються з професійних військовослужбовців та добровольців. У 2008 році міністр національної оборони, в зусиллях з розбудови професійної армії Литви, підписав закон що скасував призов. Національна оборона заснована на резервних силах та мобілізаційних силах. Новий міністр планує збільшити оборонні спроможності країни за рахунок обов'язкової базової військової підготовки для всіх чоловіків у віці від 18 до 24 років терміном 7 тижнів . Після чого особа буде зарахована до військового резерву.
У 2015 році військовий призов було відновлено. Чисельність першого плану склала приблизно 3000 призовників, включаючи добровольців, які будуть призначені до військових підрозділів починаючи з серпня 2015 і мають завершити 9-місячний курс базової підготовки. Зміни до закону визначили, що щорічний призов 3000 солдатів буде продовжуватись принаймні до 2020 року, зазначаючи що причиною відновлення призову є зростання геополітичних ризиків у регіоні.

## Військові звання та відзнаки
| Код НАТО     | OF-10            | OF-10            | OF-10            | OF-10            | OF-9             | OF-9             | OF-8                  | OF-7              | OF-6               | OF-6               | OF-5        | OF-5        | OF-4                    | OF-3    | OF-3    | OF-2      | OF-2      | OF-1                   | OF-1        | OF-1        | OF(D)            | OF(D)            | OF(D)            | Student Officer | Student Officer | Student Officer |
| ------------ | ---------------- | ---------------- | ---------------- | ---------------- | ---------------- | ---------------- | --------------------- | ----------------- | ------------------ | ------------------ | ----------- | ----------- | ----------------------- | ------- | ------- | --------- | --------- | ---------------------- | ----------- | ----------- | ---------------- | ---------------- | ---------------- | --------------- | --------------- | --------------- |
| Литва (Ред.) | Без відповідника | Без відповідника | Без відповідника | Без відповідника | Без відповідника | Без відповідника |                       |                   |                    |                    |             |             |                         |         |         |           |           |                        |             |             | Без відповідника | Без відповідника | Без відповідника |                 |                 |                 |
| Литва (Ред.) | Без відповідника | Без відповідника | Без відповідника | Без відповідника | Без відповідника | Без відповідника | Generolas leitenantas | Generolas majoras | Brigados generolas | Brigados generolas | Pulkininkas | Pulkininkas | Pulkininkas leitenantas | Majoras | Majoras | Kapitonas | Kapitonas | Vyresnysis leitenantas | Leitenantas | Leitenantas | Без відповідника | Без відповідника | Без відповідника | Kariūnas        | Kariūnas        | Kariūnas        |